# Zlatko Koren

Zlatko Koren (Zagreb, 16. ožujka 1967.), hrvatski katolički svećenik, monsinjor, kanonik Prvostolnog kaptola zagrebačkog
Rodio se 16. ožujka 1967. u Zagrebu. Za svećenika Zagrebačke nadbiskupije zaređen je 1995. godine. Službu župnog vikara obavljao je po dvije godine na tri župe: u Bjelovaru (Župa sv. Terezije Avilske) od 1995. godine, u Zagrebu (Župa sv. Petra) od 1997. i u Svetoj Nedelji od 1999. godine. Ondje su uspostavljene dvoje nove župe: Kerestinec, te Bestovje-Novaki-Rakitje, pa je tijekom tri godine bio njihov upravitelj, od 2001. do 2004. godine.
Bio je višegodišnji rektor Svetišta Majke Božje Bistričke od 2004. do 2016. godine, a nakon toga bio je župnik moderator u Župi sv. Blaža u Zagrebu, te povjerenik za pastoral braka i obitelji do ljeta 2020. godine, kada je postao kanonikom Prvostolnog kaptola zagrebačkog.
Član je Druge sinode Zagrebačke nadbiskupije održane 2017., dekan Gornjogradskog dekanata i član Povjerenstva Zagrebačke nadbiskupije za odnose s Gradom Zagrebom. Djelovao je i u Povjerenstvu za ekumenizam i dijalog (2011. – 2019.)